# قائمة حكام بافاريا

## قائمة الحكام
Agilolfing dynasty
  كارولنجيون
  Luitpolding dynasty
  سلالة أوتونية
  سلالة ساليان
  Houses of Welf and Babenberg
  فيتلسباخ

### Ducal Bavaria (Old Stem duchy)
| Name                      | Image | Title       | Start term | End term | House       | Part             | Note |
| ------------------------- | ----- | ----------- | ---------- | -------- | ----------- | ---------------- | --- |
| غاريبالد الأول من بافاريا |       | دوق بافاريا | 555 (c.)   | 591      | Agilolfings |                  | Some sources call him "King of the Bavarians". |
| Tassilo I                 |       | دوق بافاريا | 591 (c.)   | 610      | Agilolfings |                  | Named rex (king) at his ascension. |
| Garibald II               |       | دوق بافاريا | 610 (c.)   | 630      | Agilolfings |                  | |
| Theodo                    |       | دوق بافاريا | 680 (c.)   | 716 (?)  | Agilolfings |                  | By the time of Theodo, who died in 716 or 717, the Bavarian duchy had achieved complete independence from the Frankish kings. Theodo's sons divided the duchy, but by 719 the rule had returned to جريموالد من بافاريا. |
| ثيودبرت من بافاريا        |       | Duke        | 702 (c.)   | 719      | Agilolfings | زالتسبورغ        | ابن Theodo. |
| ثيوبالد من بافاريا        |       | Duke        | 711 (c.)   | 719      | Agilolfings | Parts of Bavaria | ابن Theodo. |
| تاسيلو الثاني             |       | Duke        | 716 (c.)   | 719      | Agilolfings | باساو            | ابن Theodo. |
| جريموالد من بافاريا       |       | Duke        | 716 (c.)   | 725      | Agilolfings | فرايزنغ          | ابن Theodo, later ruling all of Bavaria. |
| هوجبيرت من بافاريا        |       | Duke        | 725        | 737      | Agilolfings |                  | ابن Theudbert. In 725(?), شارل مارتيل, ruler in fact though not in name of the Frankish realm, reasserted royal supremacy over Bavaria, defeating and killing جريموالد من بافاريا and annexing portions of Bavaria during the rule of Hugbert. |
| Odilo                     |       |             | 737        | 748      | Agilolfings |                  | ابن Gotfrid. |
| Grifo                     |       |             | 748        | 748      | كارولنجيون  |                  | Usurper |
| Tassilo III               |       | دوق بافاريا | 748        | 788      | Agilolfings |                  | In 757 Tassilo III recognized the suzerainty of the Frankish kings بيبان القصير and did homage to شارلمان in 781, and again in 787, while pursued an independent policy. In 788, Charlemagne had Tassilo sentenced to death on a charge of treason. Tassilo, granted pardon, entered a monastery and formally renounced his duchy at فرانكفورت in 794. |

### Carolingian Bavaria and Dominion from the Holy Roman Empire
| Name                   | Image               | Title              | Start term | End term | House       | Part | Note |
| ---------------------- | ------------------- | ------------------ | ---------- | -------- | ----------- | ---- | --- |
| شارلمان                | Charlemagne         | الإمبراطور         | 788        | 794      | كارولنجيون  |      | |
| جيرولد من فينزغو       |                     | Prefect of Bavaria | 794        | 799      | Udalriching |      | Appointed Baioariæ præfectus by Charlemagne. Died in battle. |
| شارلمان                | Charlemagne         | الإمبراطور         | 794        | 814      | كارولنجيون  |      | |
| لوثر الأول             |                     | الإمبراطور         | 814        | 817      | كارولنجيون  |      | |
| لودفيع الأول           | Louis the Pious     | الإمبراطور         | 817        | 829      | كارولنجيون  |      | In 817, Louis bestowed Bavaria upon his then-youngest son, Louis the German. |
| لودفيغ الثاني الجرماني | Louis the German    | ملك بافاريا        | 817        | 865      | كارولنجيون  |      | Louis was to rule as ملك بافاريا, subordinate to his father, until the latter's death in 840. From 843, Bavaria was merged in Louis the German's Kingdom of East Francia. In 864, Louis the German gave control of Bavaria to his son Carloman, and died in 876. Louis' two younger sons, Louis and Charles — the latter of whom briefly recovered control of all the Frankish possessions — ruled Bavaria in succession after Carloman. |
| كارلومان من بافاريا    | Carloman of Bavaria | ملك بافاريا        | 864        | 880      | كارولنجيون  |      | ابن لودفيغ الجرماني البكر. |
| لودفيغ الثالث الأصغر ‏  | Louis the Younger   | ملك بافاريا        | 880        | 882      | كارولنجيون  |      | ابن لودفيغ الجرماني. |
| كارل البدين            | Charles III         | ملك بافاريا        | 882        | 887      | كارولنجيون  |      | ابن لودفيغ الجرماني الأصغر. كارلومان من بافاريا's bastard son, أرنولف من كارينثيا, rebelled against Charles and took power in eastern Francia shortly before Charles' death. |
| أرنولف من كارينثيا     |                     | ملك بافاريا        | 887        | 899      | كارولنجيون  |      | ابن كارلومان من بافاريا. |
| لودفيغ الرابع الطفل    |                     | ملك بافاريا        | 899        | 911      | كارولنجيون  |      | ابن أرنولف من كارينثيا. |
| إنغيلديو               |                     | مارغريف بافاريا    | 890        | 895      |             |      | Deprived of his title marchio Baioariorum and replaced by Luitpold. |

### Ducal Bavaria (New Stem duchy)
| Name                   | Image           | Title                  | Start term | End term | House           | Part | Note |
| ---------------------- | --------------- | ---------------------- | ---------- | -------- | --------------- | ---- | --- |
| لويتبولد ‏              |                 | مارغريف بافاريا        | 895        | 907      | Luitpolding     |      | |
| أرنولف ‏                |                 | دوق بافاريا            | 907        | 920      | Luitpolding     |      | ابن لويتبولد ‏. Arnulf the Bad claimed the title of Duke — implying full autonomy — in 911, and was recognized as such by the German King هنري الصياد, in 920.                                                            |
| إبيرهارد               |                 | دوق بافاريا            | 937        | 938      | Luitpolding     |      | |
| بيرتهولد               |                 | دوق بافاريا            | 938        | 947      | Luitpolding     |      | Younger ابن لويتبولد ‏. The German King أوتو الأول reasserted central authority, banishing Arnulf's son Eberhard and re-granting the title to Berthold, a younger ابن Luitpold.                                           |
| هاينريش الأول          | Henry II        | دوق بافاريا            | 947        | 955      | سلالة أوتونية   |      | ابن هاينريش الأول الصياد ملك ألمانيا. On Berthold's death, أوتو الأول, gave the duchy to his own brother Henry (I), who was also Arnulf the Bad's son-in-law.                                                            |
| هاينريش الثاني         | Henry II        | دوق بافاريا            | 955        | 976      | سلالة أوتونية   |      | Henry II made war upon his cousin, أوتو الثاني (إمبراطور روماني مقدس), and was deprived of his duchy in 976 in favor of his cousin Otto, Duke of Swabia (who now acquired two dukedoms).                                 |
| أوتو الأول             | Otto I          | دوق بافاريا            | 976        | 982      | سلالة أوتونية   |      | |
| هاينريش الثالث الأصغر ‏ |                 | دوق بافاريا            | 983        | 985      | Luitpolding     |      | Bavaria was given to Berthold's son Henry III, briefly restoring the Luitpolding dynasty. Henry III exchanged Bavaria for Carinthia, and Henry II received Bavaria again.                                                |
| هاينريش الثاني         | Henry II        | دوق بافاريا            | 985        | 995      | سلالة أوتونية   |      | Restored |
| هاينريش الرابع         | Henry IV        | الإمبراطور دوق بافاريا | 995        | 1004     | سلالة أوتونية   |      | ابن هاينريش الثاني دوق بافاريا. Henry IV was elected as إمبراطور روماني مقدس Henry II, who gave Bavaria to his brother-in-law هنري الخامس، دوق بافاريا، قائمة حكام لوكسمبورغ in 1004.                                    |
| هاينريش الخامس         |                 | دوق بافاريا            | 1004       | 1009     | آل لوكسمبورغ    |      | ابن سيغفريد من لوكسمبورغ. |
| هاينريش الرابع         |                 | الإمبراطور دوق بافاريا | 1009       | 1017     | سلالة أوتونية   |      | هنري الثاني (إمبراطور روماني مقدس) reasserted direct control. |
| هاينريش الخامس         |                 | دوق بافاريا            | 1017       | 1026     | آل لوكسمبورغ    |      | ابن سيغفريد من لوكسمبورغ. كونراد الثاني, King of Germany, gave Bavaria to his son Henry VI after the death of Henry V in 1026.                                                                                           |
| هاينريش السادس         | Henry the Black | الإمبراطور دوق بافاريا | 1026       | 1042     | سلالة ساليان    |      | ابن كونراد الثاني. Later Henry was elected as إمبراطور روماني مقدس Henry III, and became King of Germany in 1039. |
| هاينريش السابع         | Henry VII       | دوق بافاريا            | 1042       | 1047     | آل لوكسمبورغ    |      | ابن فريدريك من لوكسمبورغ. In 1042, هنري الثالث (إمبراطور روماني مقدس), granted the duchy to Henry VII, Count of Luxemburg, nephew of Henry V.                                                                            |
| كونراد الأول (Kuno)    |                 | دوق بافاريا            | 1049       | 1053     | Ezzonen         |      | ابن Liudolf of Lotharingia. After Henry VII's death, the dukedom was vacant for a couple of years. هنري الثالث (إمبراطور روماني مقدس), then gave the duchy to Kuno, Count of Zütphen, in 1049. Kuno was deposed in 1053. |
| هاينريش الثامن         | Henry IV        | دوق بافاريا            | 1053       | 1054     | سلالة ساليان    |      | ابن هنري الثالث (إمبراطور روماني مقدس). During his reign in Bavaria Henry VIII was a minor (born 1050). In 1056 he became King of Germany and إمبراطور روماني مقدس as Henry IV in 1084.                                  |
| كونراد الثاني          |                 | دوق بافاريا            | 1054       | 1055     | سلالة ساليان    |      | (minor, born 1052, died 1055) ابن هنري الثالث (إمبراطور روماني مقدس) |
| هاينريش الثامن         | Henry IV        | الإمبراطور دوق بافاريا | 1055       | 1061     | سلالة ساليان    |      | (minor: born 1050) ابن هنري الثالث (إمبراطور روماني مقدس). Henry VIII became King of Germany (1056) and هنري الرابع (إمبراطور روماني مقدس) in 1084.                                                                      |
| أوتو الثاني            |                 | دوق بافاريا            | 1061       | 1070     | Nordheim        |      | In 1061 أغنيس من بواتو — the 11-year-old King هنري الرابع (إمبراطور روماني مقدس)'s mother and regent — entrusted the duchy to Otto of Nordheim.                                                                          |
| فلف الأول              | Welf I          | دوق بافاريا            | 1070       | 1077     | أسرة فلف الأكبر |      | Welf I subsequently quarreled with هنري الرابع (إمبراطور روماني مقدس) and was deprived of his duchy for nineteen years, during which it was directly administered by the German crown.                                   |
| هاينريش الثامن         | Henry IV        | الإمبراطور دوق بافاريا | 1077       | 1096     | سلالة ساليان    |      | (minor: born 1050) ابن هنري الثالث (إمبراطور روماني مقدس). Henry VIII became King of Germany (1056) and هنري الرابع (إمبراطور روماني مقدس) in 1084.                                                                      |
| فلف الأول              | Welf I          | دوق بافاريا            | 1096       | 1101     | أسرة فلف الأكبر |      | Welf I recovered the duchy in 1096. |
| فلف الثاني ‏            | Welf II         | دوق بافاريا            | 1101       | 1120     | أسرة فلف الأكبر |      | ابن فلف الأول |
| هاينريش التاسع         | Henry IX        | دوق بافاريا            | 1120       | 1126     | أسرة فلف الأكبر |      | ابن فلف الأول. Abdicated. |
| هاينريش العاشر         | Henry IX        | دوق بافاريا            | 1126       | 1138     | أسرة فلف الأكبر |      | ابن هاينريش التاسع. In a power struggle with King كونراد الثالث, Henry X lost his duchy to the King, who granted it to his follower Leopold دوقية النمسا.                                                                |
| ليوبولد الرابع ‏        | Leopold IV      | دوق بافاريا            | 1139       | 1141     | Babenberg       |      | When Leopold died, كونراد الثالث resumed the duchy and granted it to Leopold's brother Henry XI. |
| Henry XI Jasomirgott   | Henry XI        | دوق بافاريا            | 1143       | 1156     | Babenberg       |      | Brother of Leopold. |
| هاينريش الأسد          | Henry XII       | دوق بافاريا            | 1156       | 1180     | Welf            |      | When فريدرش الأول بربروسا, became king of Germany, he restored Bavaria to the Welf line in the perابن Henry X's son, Henry XII the Lion, Duke of Saxony.                                                                 |

### بافارياالدوقية
| الاسم                           | صورة                         | اللقب                                                             | نهاية الولاية | نهاية الولاية | العائلة  | الجزء                              | ملاحظة |
| ------------------------------- | ---------------------------- | ----------------------------------------------------------------- | ------------- | ------------- | -------- | ---------------------------------- | --- |
| أوتو الأول                      |                              | دوق بافاريا                                                       | 1180          | 1183          | فيتلسباخ |                                    | عام 1180 أعطى الإمبراطور فريدريك الأول بربروسا بافاريا إلى أوتو الأول دوق بافاريا من آل فيتلسباخ. |
| لودفيغ الأول                    |                              | دوق بافاريا                                                       | 1183          | 1231          | فيتلسباخ |                                    | ابن أوتو الأول. تحصل لودفيغ على بالاتينات الراين سنة 1214. فشغل لودفيغ الأول أيضاً منصب كونت بالاتينات-الراين. اغتيل سنة 1231. |
| أوتو الثاني                     |                              | دوق بافاريا                                                       | 1231          | 1253          | فيتلسباخ |                                    | شغل أيضاً أوتو الثاني أيضاً منصب كونت بالاتينات الراين. عند وفاة أوتو الثاني، قـُسـّمت بافاريا بين أبناءه. أصبح هاينريش دوق بافاريا السفلى، ولودفيغ دوق بافاريا العليا. من هذه النقطة وحتى بداية القرن السادس عشر، تم تقسيم الأراضي في كثير من الأحيان بين الأشقاء.                                                              |
| هاينريش الثالث عشر              |                              | دوق بافاريا                                                       | 1253          | 1290          | فيتلسباخ | بافاريا السفلى                     | ابن أوتو الثاني (حاكم مشارك) |
| لودفيغ الثاني                   |                              | دوق بافاريا                                                       | 1253          | 1294          | فيتلسباخ | بافاريا العليا                     | ابن أوتو الثاني (حاكم مشارك) |
| لودفيغ الثالث                   |                              | دوق بافاريا                                                       | 1290          | 1296          | فيتلسباخ | بافاريا السفلى                     | ابن هاينريش الثالث عشر (حاكم مشارك) |
| شتيفان الأول                    |                              | دوق بافاريا                                                       | 1290          | 1309          | فيتلسباخ | بافاريا السفلى                     | ابن هاينريش الثالث عشر (حاكم مشارك) |
| أوتو الثالث                     |                              | دوق بافاريا                                                       | 1290          | 1312          | فيتلسباخ | بافاريا السفلى                     | ابن هاينريش الثالث عشر (حاكم مشارك). ملك المجر 1306–08 |
| رودولف الأول                    |                              | دوق بافاريا                                                       | 1294          | 1317          | فيتلسباخ | بافاريا العليا                     | ابن لودفيغ الثاني (حاكم مشارك) |
| لودفيغ الرابع                   |                              | دوق بافاريا                                                       | 1294          | 1347          | فيتلسباخ | بافاريا العليا بافاريا (1340–1347) | ابن لودفيغ الثاني. حكم بالمشاركة مع أخيه رودولف الأول حتى عام 1317 — ثم وحده. انتخب لودفيغ الرابع ملكاً لألمانيا سنة 1314. في معاهدة بافيا (1329) وهب لودفيش الرابع بالاتينات-الراين بما فيها بالاتينات العليا البافارية إلى ابن رودولف الأول. بعد وفاة يوهان الأول الطفل سنة 1340, وحـّد لودفيش الرابع الدوقية البافارية.     |
| أوتو الرابع                     |                              | دوق بافاريا                                                       | 1309          | 1334          | فيتلسباخ | بافاريا السفلى                     | ابن شتيفان الأول (حاكم مشارك) |
| هاينريش الرابع عشر الأكبر       |                              | دوق بافاريا                                                       | 1309          | 1339          | فيتلسباخ | بافاريا السفلى                     | ابن شتيفان الأول (حاكم مشارك) |
| هاينريش الخامس عشر الناترنبيرغي |                              | دوق بافاريا                                                       | 1312          | 1333          | فيتلسباخ | بافاريا السفلى                     | ابن أوتو الثالث (حاكم مشارك) |
| يوهان الأول الطفل               |                              | دوق بافاريا                                                       | 1339          | 1340          | فيتلسباخ | بافاريا السفلى                     | ابن هاينريش الرابع عشر الأكبر (حاكم بالمشاركة). بعد وفاة يوهان الأول سنة 1340، وحـّد الإمبراطور لودفيغ الرابع الدوقية البافارية (1340–1349). |
| لودفيغ الخامس البراندنبورغي     |                              | دوق بافاريا                                                       | 1347          | 1361          | فيتلسباخ | بافاريا والتقسيم الثاني            | ابن لودفيغ الرابع. - بافاريا الموحدة (1340–1349): حاكم بالمشاركة مع شتيفان الثاني، لودفيغ السادس الروماني، فيلهلم الأول، ألبرشت الأول، أوتو الخامس - بافاريا العليا (1349–1361): حاكم بالمشاركة مع لودفيغ السادس الروماني وأوتو الخامس                                                                                       |
| شتيفان الثاني                   | شتيفان الثاني                | دوق بافاريا                                                       | 1347          | 1375          | فيتلسباخ | بافاريا والتقسيم الثاني            | ابن لودفيغ الرابع. - بافاريا الموحدة (1340–1349): حاكم بالمشاركة مع لودفيش الخامس البراندنبورغي، لودفيغ السادس الروماني، فيلهلم الأول، ألبرشت الأول، أوتو الخامس - بافاريا السفلى (1349–1353): حاكم بالمشاركة مع ألبرشت الأول وفيلهلم الأول - بافاريا-لاندسهوت (1353–1375)                                                   |
| لودفيغ السادس الروماني          |                              | دوق بافاريا                                                       | 1347          | 1351          | فيتلسباخ | بافاريا والتقسيم الثاني            | ابن لودفيغ الرابع. - بافاريا الموحدة (1340–1349): حاكم بالمشاركة مع لودفيش الخامس البراندنبورغي، شتيفان الثاني، فيلهلم الأول، ألبرشت الأول، أوتو الخامس - بافاريا العليا (1349–1351): حاكم بالمشاركة مع لودفيغ الخامس البراندنبورغي وأوتو الخامس                                                                             |
| فيلهلم الأول                    | فيلهلم الأول                 | دوق بافاريا                                                       | 1347          | 1388          | فيتلسباخ | بافاريا والتقسيم الثاني            | ابن لودفيغ الرابع. - بافاريا الموحدة (1340–1349): حاكم بالمشاركة مع لودفيغ الخامس البراندنبورغي، شتيفان الثاني، لودفيغ السادس الروماني، ألبرشت الأول، أوتو الخامس - بافاريا السفلى (1349–1353): حاكم بالمشاركة مع ألبرشت الأول وشتيفان الثاني - بافاريا-شتراوبينغ (1353–1388): حاكم بالمشاركة مع ألبرشت الأول وألبرشت الثاني |
| ألبرشت الثاني                   | ألبرشت الثاني                | دوق بافاريا-شتراوبينغ                                             | 1389          | 1397          | فيتلسباخ | بافاريا-شتراوبينغ                  | ابن ألبرشت الأول. حاكم بالمشاركة مع ألبرشت الأول. |
| هاينريش السادس عشر الثري        | هاينريش السادس عشر الثري     | دوق بافاريا-لاندسهوت                                              | 1392          | 1450          | فيتلسباخ | بافاريا-لاندسهوت                   | ابن فريدرخ، ضم بافاريا-إنغولشتات سنة 1447. |
| فيلهلم الثالث                   | ألبرشت الثالث وفيلهلم الثالث | دوق بافاريا-ميونخ                                                 | 1397          | 1435          | فيتلسباخ | بافاريا-ميونخ                      | ابن يوهان الثاني. حاكم بالمشاركة مع إرنست |
| إرنست                           |                              | دوق بافاريا-ميونخ                                                 | 1397          | 1438          | فيتلسباخ | بافاريا-ميونخ                      | ابن يوهان الثاني. حاكم بالمشاركة مع فيلهلم الثالث (وحده من عام 1435) |
| فيلهلم الثاني                   | فيلهلم الثاني                | دوق بافاريا-شتراوبينغ                                             | 1404          | 1417          | فيتلسباخ | بافاريا-شتراوبينغ                  | ابن ألبرشت الأول |
| لودفيغ السابع الملتحي           | لودفيش السابع                | دوق بافاريا-إنغولشتات                                             | 1413          | 1443          | فيتلسباخ | بافاريا-إنغولشتات                  | ابن شتيفان الثالث |
| جاكلين                          |                              | . في عام 1429 تقاسمت الدوقيات البافارية الأخرى بافاريا-شتراوبينغ. |               |               |          | فيتلسباخ                           | ابنة فيلهلم الثاني |
| يوهان الثالث العنيف             | يوهان عديم الرحمة            | دوق بافاريا-شتراوبينغ                                             | 1418          | 1425          | فيتلسباخ | بافاريا-شتراوبينغ                  | ابن ألبرشت الأول. نازع ابنة شقيقه جاكلين حتى وفاته سنة 1425. |
| ألبرشت الثالث                   | ألبرشت الثالث وفيلهلم الثالث | دوق بافاريا-ميونخ                                                 | 1438          | 1460          | فيتلسباخ | بافاريا-ميونخ                      | ابن إرنست |
| لودفيغ الثامن الأصغر            |                              | دوق بافاريا-إنغولشتات                                             | 1443          | 1445          | فيتلسباخ | بافاريا-إنغولشتات                  | ابن لودفيغ السابع الملتحي. قامت بافاريا-لاندسهوت بضم بافاريا-إنغولشتات سنة 1447. |
| لودفيغ التاسع الثري             | لودفيش التاسع                | دوق بافاريا-لاندسهوت                                              | 1450          | 1479          | فيتلسباخ | بافاريا-لاندسهوت                   | ابن هاينريش السادس عشر الثري |
| يوهان الرابع                    |                              | دوق بافاريا-ميونخ                                                 | 1460          | 1463          | فيتلسباخ | بافاريا-ميونخ                      | ابن ألبرشت الثالث. حاكم بالمشاركة مع سيغمونت وألبرشت الرابع الحكيم |
| سيغمونت                         | سيغمونت بافاريا              | دوق بافاريا-ميونخ دوق بافاريا-داخاو                               | 1460          | 1501          | فيتلسباخ | بافاريا-ميونخ بافاريا-داخاو        | ابن ألبرشت الثالث - بافاريا-ميونخ (1460–1467): حاكم بالمشاركة مع يوهان الرابع وألبرشت الرابع الحكيم - بافاريا-داخاو (1467–1501) أُعيد توحيد بافاريا داخاو مع بافاريا-ميونخ سنة 1501. |
| غيورغ الثري                     | غيورغ الثري                  | دوق بافاريا-لاندسهوت                                              | 1479          | 1503          | فيتلسباخ | بافاريا-لاندسهوت                   | ابن لودفيغ التاسع الثري. قامت بافاريا-ميونخ بضم بافاريا-لاندسهوت. |

### بافاريا الدوقية (غير المقسـّمة)
| الاسم            | صورة             | اللقب             | نهاية الولاية  | نهاية الولاية  | العائلة  | الجزء         | ملاحظة |
| ---------------- | ---------------- | ----------------- | -------------- | -------------- | -------- | ------------- | --- |
| ألبرشت الرابع    | ألبرشت الرابع    | دوق بافاريا       | 1463           | 18 مارس 1508   | فيتلسباخ | بافاريا ميونخ | ابن ألبرشت الثالث، أصبح حاكم الجزء الأكبر من بافاريا في أعقاب حرب خلافة لاندسهوت (1503–1505). في عام 1506 أصدر ألبرشت مرسوماً يقضي بتمرير الدوقية وفقاً لقواعد البكورة. يـُلقب ب"الحكيم." - بافاريا ميونخ (1463–1467): حاكم بالمشاركة مع سيغمونت ويوهان الرابع. قـُسـّمت بافاريا ميونخ إلى بافاريا ميونخ وبافاريا داخاو الأصغران سنة 1467. |
| فيلهلم الرابع    | فيلهلم الرابع    | دوق بافاريا       | 18 مارس 1508   | 6 مارس 1550    | فيتلسباخ |               | ابن ألبرشت الرابع الحكيم. حاكم بالمشاركة مع لودفيغ العاشر |
| لودفيغ العاشر    | لودفيش العاشر    | دوق بافاريا       | 1516           | 22 أبريل 1545  | فيتلسباخ |               | ابن ألبرشت الرابع الحكيم. حاكم بالمشاركة مع فيلهلم الرابع |
| ألبرشت الخامس    | ألبرشت الخامس    | دوق بافاريا       | 6 مارس 1550    | 24 أكتوبر 1579 | فيتلسباخ |               | ابن فيلهلم الرابع |
| فيلهلم الخامس    | فيلهلم الخامس    | دوق بافاريا       | 24 أكتوبر 1579 | 15 أكتوبر 1597 | فيتلسباخ |               | ابن ألبرشت الخامس، تخلى عن العرش، مات سنة 1626. |
| ماكسيمليان الأول | ماكسيمليان الأول | أمير ناخب بافاريا | 23 ديسمبر 1597 | 25 فبراير 1623 | فيتلسباخ |               | ابن فيلهلم الخامس. ماكسيمليان الأول، كان حليفاً للإمبراطور فرديناند الثاني في حرب الثلاثين عاما. حين تورط ناخب بالاتينات فريدريش الخامس رئيس فرع فيتلسباخ الكبير، في الحرب ضد الإمبراطور، جـُرد من مناصبه الامبراطورية واللقب الانتخابي. فمـُنح ماكسيمليان الأول انتخابية بالاتينات الراين سنة 1623.                                     |

### بافاريا الانتخابية
| الاسم                     | صورة                      | اللقب             | نهاية الولاية  | نهاية الولاية  | العائلة  | ملاحظة |
| ------------------------- | ------------------------- | ----------------- | -------------- | -------------- | -------- | --- |
| ماكسيمليان الأول          | ماكسيمليان الأول          | أمير ناخب بافاريا | 25 فبراير 1623 | 27 سبتمبر 1651 | فيتلسباخ | في عام 1648، استعاد فريدرش وريث بالاتينات أراضيه الراينية - ولكن لم يستعد بالاتينات العليا التي أُعطيت إلى بافاريا - إلى جانب الانتخابية الجديدة؛ احتفظ ماكسيميليان بالانتخابية الممنوحة له سنة 1623. |
| فرديناند ماريا            | فرديناند ماريا            | أمير ناخب بافاريا | 27 سبتمبر 1651 | 26 مايو 1679   | فيتلسباخ | ابن ماكسيمليان الأول. 1651-1654 تحت وصاية عمه ألبرشت السادس، دوق بافاريا لويشتنبيرغ. |
| ماكسيمليان الثاني إمانويل | ماكسيمليان الثاني إمانويل | أمير ناخب بافاريا | 26 مايو 1679   | 26 فبراير 1726 | فيتلسباخ | ابن فرديناند ماريا والأميرة إنريكيتا أديلايده سفويا. شارك ماكسيمليان الثاني في حرب الخلافة الإسبانية إلى جانب فرنسا، ضد الإمبراطور ليوبولد الأول. فاضطر نتيجة لذلك للفرار من بافاريا بعد معركة بلنهايم وجـُـرّد من انتخابيته في 29 أبريل 1706. استعاد انتخابيته سنة 1714 بموجب صلح بادن وحكم حتى سنة 1726. |
| كارل ألبرشت               | كارل ألبرشت               | أمير ناخب بافاريا | 26 فبراير 1726 | 20 يناير 1745  | فيتلسباخ | ابن ماكسيمليان الثاني إمانويل. تحدى كارل ألبرشت آل هابسبورغ مرة أخرى في حرب الخلافة النمساوية، في تحالف آخر مع فرنسا، ناجحاً لدرجة انتخابه الإمبراطور الروماني المقدس سنة 1742 (باسم كارل السابع). غير أن النمساويين احتلوا بافاريا (1742–1744)، و مات الامبراطور إثر عودته إلى ميونخ. |
| ماكسيمليان الثالث يوزف    | ماكسيمليان الثالث         | أمير ناخب بافاريا | 20 يناير 1745  | 30 ديسمبر 1777 | فيتلسباخ | ابن كارل ألبرشت. ماكسيمليان الثالث، الذي لم يكن له أبناء، كان الأخير من خط فيتلسباخ البافاري المباشر المنحدر من لودفيش الرابع. خلفه ناخب بالاتينات، كارل تيودور، الذين استعادوا بذلك ألقابهم القديمة لخط فيتلسباخ الأكبر — المنحدر من شقيق لودفيش الرابع الأكبر رودولف الأول. |
| كارل تيودور               |                           | ناخب بالاتينات    | 30 ديسمبر 1777 | 16 فبراير 1799 | فيتلسباخ | ابن يوهان كريستيان، كونت بالاتينات-زولتسباخ وماري آن هنريت ليوبولدين دو لا تور داوفرين. ابن عم بعيد لماكسيمليان الثالث؛ وناخب بالاتينات من سنة 1743. كارل تيودور كان أبتراً هو الآخر، وخلفه ابن عم بعيد هو كونت بالاتينات تسفايبروكن ماكسيمليان الرابع يوزف — لاحقاً الملك ماكسيمليان الأول. |
| ماكسيمليان الرابع يوزف    | ماكسيمليان الأول          | ناخب بالاتينات    | 16 فبراير 1799 | 6 أغسطس 1806   | فيتلسباخ | ابن فريدرش ميكايل، كونت بالاتينات تسفايبروكن. ابن عم بعيد لكارل تيودور؛ كونت بالاتينات تسفايبروكن من سنة 1795. في فوضى حروب الثورة الفرنسية، انهار نظام الإمبراطورية الرومانية المقدسة القديم. في سياق هذه الأحداث، أصبحت بافاريا مرة أخرى حليفة لفرنسا، وأصبح ماكسيميليان الرابع جوزيف ماكسيميليان الأول ملك بافاريا - الوقت الذي ما يزال الأمير الناخب، والوكيل الأول للإمبراطورية الرومانية المقدسة حتى 6 أغسطس 1806، عندما ألغيت الإمبراطورية الرومانية المقدسة. |

### بافاريا الملكية
| الاسم             | صورة              | اللقب       | نهاية الولاية  | نهاية الولاية  | العائلة  | ملاحظة |
| ----------------- | ----------------- | ----------- | -------------- | -------------- | -------- | --- |
| ماكسيمليان الأول  | ماكسيمليان الأول  | ملك بافاريا | 1 يناير 1806   | 13 أكتوبر 1825 | فيتلسباخ | انظر أعلاه |
| لودفيغ الأول      | لودفيش الأول      | ملك بافاريا | 13 أكتوبر 1825 | 20 مارس 1848   | فيتلسباخ | ابن ماكسيمليان الأول يوزف. تنازل عن العرش في ثورات عام 1848 |
| ماكسيمليان الثاني | ماكسيمليان الثاني | ملك بافاريا | 20 لودفيش 1848 | 10 مارس 1864   | فيتلسباخ | ابن لودفيغ الأول |
| لودفيغ الثاني     | لودفيش الثاني     | ملك بافاريا | 10 مارس 1864   | 13 يونيو 1886  | فيتلسباخ | ابن ماكسيمليان الثاني كان لودفيش الثاني يلقب بملك الروايات (Märchenkönig). جعل بافاريا مكوناً من مكونات الإمبراطورية الألمانية في سنة 1871، أعلن مجنوناً في سنة 1886.                                  |
| أوتو              | أوتو              | ملك بافاريا | 13 يونيو 1886  | 5 نوفمبر 1913  | فيتلسباخ | ابن ماكسيمليان الثاني. كان أوتو مختلاً عقلياً طوال فترة حكمه، ونفذ مهام منصبه الأميران الوصيان: - الأمير لويتبولد 10 يونيو 1886–12 ديسمبر 1912 - الأمير لودفيش من بافاريا 12 ديسمبر 1912–5 نوفمبر 1913 |
| لودفيغ الثالث     | لودفيش الثالث     | ملك بافاريا | 5 نوفمبر 1913  | 13 نوفمبر 1918 | فيتلسباخ | ابن الأمير لويتبولد. الوصي منذ 1912 حتى 1913، ثم ملك بافاريا، خسر عرشه في الثورة الألمانية of 1918–1919 عند نهاية الحرب العالمية الأولى.                                                             |